# Calle de Gamazo
La calle de Gamazo es una vía urbana de la ciudad de Valladolid, España.

## Descripción
Aparece descrita en Las calles de Valladolid de Juan Agapito y Revilla de la siguiente manera:

Se hizo un plano ya en 1861 para abrir una nueva calle desde las proximidades de la estación del ferrocarril del Norte hasta la plaza del Campillo de San Andrés, atravesando terrenos de una extensión considerable, entre los que estaban los del convento de Corpus Christi; y una vez que se inició la apertura por 1890 se fue construyendo en la calle y se le dio el nombre de «calle de Gamazo» en homenaje al ilustre hombre público Don Germán Gamazo, bien conocido y cuya biografía es fácil encontrar.

Es una calle amplia, diáfana, que resuelve un problema de comunicación de la ciudad en su parte céntrica con la estación ferroviaria dicha, aunque no bien situado su entronque con ella.
El Ayuntamiento, en 23 de abril de 1931, acordó variar el nombre y le puso el de «calle de Fermín Galán», en recuerdo del capitán de infantería de estos nombre y apellido, principal jefe de la sublevación militar de Jaca de 12 de diciembre de 1930, fusilado como cabeza visible de la rebelión.

La Comisión gestora municipal, en acuerdo del día 12 de agosto de 1936, acordó reponer el nombre primitivo de «calle de Gamazo».